# Кобра (рід)
Кобра (Naja) — рід отруйних змій родини аспідних (Elapidae). Хоча ці змії найчастіше асоціюються з терміном «кобра», кілька інших родів також можуть називатися цим терміном. Рід складається приблизно з 42 видів, хоча останнім часом він пройшов ряд переглядів, тому різні джерела надають різні дані. Ці змії поширені у Африці, на Близькому Сході, у Південно-Східній Азії та Індонезії. Види роду довгі, відносно стрункі змії. Більшість видів досягає довжини 2 м і більше. Усі мають характерну здатність піднімати передню частину свого тіла над землею і сплющувати свою шию з метою здаватися більшими потенційним хижакам. Також всі види мають сильну отруту, здатну вбити людину після одного укусу.